# Буландынский район
Буланды́нский райо́н (каз. Бұланды ауданы / Būlandy audany; до 1997 года — Ма́кинский райо́н) — административная единица в составе Акмолинской области Казахстана.
Административный центр — город Макинск.

## Физико-географические характеристики

### Географическое положение
Район расположен в центральной части Акмолинской области. Площадь территории — 5 083 км², составляет 3,48 % от всей территории области (16-й район размеру территории в области). Протяжённость с крайнего юга на северо-восток равна 110 км, с востока на запад — около 105 км. Территория района расположена на территории Казахского мелкосопочника, часть территории занята Кокшетауской возвышенностью.
Административно граничит на севере с Бурабайским районом, на востоке — с районом Биржан сал, на юго-востоке — с Аккольским районом, на юге — с Астраханским районом, на крайнем юго-западе — с Атбасарским районом, на западе с — Сандыктауским районом.
Часовой пояс
Буландынский район, как и вся Акмолинская область, находится в часовой зоне UTC+6 («Астанинское время» — Восточно-Казахстанское стандартное время).

### Климат
Климат континентальный, зима холодная, малоснежная, лето умеренно жаркое и засушливое. Средние температуры января — −17 °C, июля — +20 °C. Годовое количество атмосферных осадков 350—400 мм.

### Рельеф и гидрография
Поверхность района имеет уклон к долине рек Ишим. Рельеф — мелкосопочная равнина. В почвенном покрове преобладают чернозёмные и тёмно-каштановые почвы. В долине рек произрастают красный ковыль, овсяница, полынь, камыш, таволга, тростник, берёзово-осиновые колки, различные кустарники.

## История

### Дореволюционный период
Территория нынешнего района располагалась на территориях двух уездов Акмолинской области: Акмолинского и Кокчетавского соответственно. По состоянию на 1893 год, занимала земли Мунчактинской киргизской волости Акмолинского уезда и Зерендинской, Котуркульской киргизских волостей Кокчетавского уезда. По данным на 1896 год, Кокчетавский уезд состоял из восьми волостей с общим населением в 107 070 человек, в том числе казахов — 72 398 (67,62 %). Последние представляли различные роды племен аргын, керей, уак и отчасти кипчак Среднего жуза. Наиболее многочисленными среди них были аргыны и кереи. Основными родами, расселенными на территории Кокчетавского уезда, были род аксары племени керей и рода атыгай и караул племени агрын. Род аксары был переселён из Омского уезда царской властью во время восстания Кенесары Касимова. Им были отведены территория Котуркульской волости с озером Боровое и вся северная полоса Акмолинского округа. Род караул расселялся на севере и северо-востоке уезда, от реки Чаглинка до реки Ишим, занимая Зерендинскую и Джиландинскую волости. Род Атыгай в основном были населены на севере и северо-западе уезда.
Казахи Кокчетавского уезда наряду со скотоводством издавна были знакомы и с богарным земледелием. Роды, а внутри них хозяйственные единицы, имели свои определённые пути кочевания. Интенсивное переселение русских крестьян, особенно усилившиеся после отмены крепостного права вызвало в Кокчетавском уезде «земельную тесноту». Оседание казахских хозяйств требовало закрепления за ними пастбищной территории, а необходимость добывания средств существования вызвала к жизни земледелие нового типа, образцом для которого было земледельческое хозяйство русских переселенцев. По данным на 1896 год, если земледелием занималось всего 22,3 % населения уезда, то к 1907 году — уже 47 %.
До «Столыпинских реформ» были основаны несколько поселений: «Вознесенское» — в 1896 году, сельское общество образовалось в том же году, с 1909 года — волостное село; «Пушкинское» — в 1897 году, «Капитоновское» — в 1900 году, сельское общество — в 1904 году; «Карамышевское» (Шибир-Агач) — в 1906 году, «Прохоровское» — в 1908 году, сельское общество — 1909 году; и другие.
В селе Вознесенском Кокчетавского уезда имелась однопрестольная церковь в честь Вознесения Господня, построенная в 1898 году, освященная в 1902 году. Население прихода Вознесенского — 2 177 душ мужского пола и 2 016 душ женского пола. Из них в Вознесенском — 1 620 душ обоего пола, в посёлках Ергольском — 668, в Пушкинском — 320, в Капитоновском — 475, в Белоцерковском — 481, в Ковалевском — 405, в Новокиевском — 224 душ. В селе Вознесенском — до 80 душ обоего пола латышей католического вероисповедания, а в посёлке Ергольском — до 20 душ обоего пола немцев лютеранского вероисповедания. Прихожане-переселенцы преимущественно из Черниговской губернии. В селе Журавлевском Акмолинского уезда — имелся деревянный молитвенный дом, построенный в 1904 году. В состав Журавлевского прихода входило: село Журавлевское, посёлки Оксановский, Ярославский, Терен-Узень (Ново-Воронежский), Брянский, Сарыкуль. Жители прихода — преимущественно малороссы. Село Карамышевское Кокчетавского уезда — входило в Николаевский приход, с мужским населением в 100 чел. В селе преобладали эстонцы и латыши лютеранского вероисповедания.
На момент 1917 года, населённые места нынешнего района входили в состав Вознесенской и Николаевской волостей Кокчетавского уезда и в Оксановскую волость Акмолинского уезда.

### Советский период
После установления советской власти, начались определённые реформы административно-территориального деления Казахстана. 25 апреля 1921 года была образована Акмолинская губерния из Акмолинского, Атбасарского, Кокчетавского и Петропавловского уездов бывшей Акмолинской области. 26 января 1923 года, в рамках укрупнения волостей — Оксановская волость Акмолинского уезда была включена в состав Воровской волости (волостное село — Новочеркасское). 6 октября 1923 года на основании постановления ЦИК КазАССР от 5 июля 1923 года — Вознесенская волость была присоединена к Макинской волости (волостное село — Макинское); Николаевская волость — к Советской (волостным селом было определено Николаевское). К ноябрю 1924 года — в Акмолинском уезде из 75 волостей осталось 19, в Кокчетавском из 63 волостей — 17.
На начало 1924 года — Воровская волость Акмолинского уезда включала в собственный состав 12 сельсоветов, 31 селений, 2 837 дворов с общим населением в 15 673 чел. Макинская волость Кокчетавского уезда — 11 сельсоветов, 40 селений, 2 739 дворов с общим населением в 14 014 чел. Советская того же уезда — 16 сельсоветов, 43 селений, 2 923 дворов с общим населением в 18 083 чел.
18 февраля 1927 года бюро Акмолинского губкома партии поручило плановой комиссии разработать вопрос о строительстве железнодорожного пункта от Щучинска до Алексеевки через Макинку, а в ноябре 1929 года через станцию Макинка в Акмолинск пришёл первый поезд и вскоре открылось регулярное движение пассажирских поездов.
Указом Президиума ВЦИК от 31 января 1935 года — был образован «Макинский район» с административным центром в селе Вознесенка, в составе Карагандинской области.
Постановлением ВЦИК от 29 июля 1936 года — был включен в состав новообразованной Северо-Казахстанской области.
Указом Президиума ВС СССР от 14 октября 1939 года — был передан в состав Акмолинской области.
На начало 1940 года, в районе насчитывалось 14 сельсоветов, площадь района составляла — 2,7 тыс. км².
Указом Президиума Верховного Совета Казахской ССР от 18 мая 1945 года рабочий посёлок Макинка преобразован в город районного подчинения и ему присвоено наименование Макинск. С 30 июля 1957 года административный центр района.
В периоде 1961—1961 гг. район входил в состав Целинного края. С 24 апреля 1961 года — в составе Целиноградской области.
По состоянию на 1989 год, в районе имелись 14 сельсоветов.

### Современность
Указом Президента Республики Казахстан от 14 ноября 1997 года № 3759 «О переименовании отдельных административно-территориальных единиц Акмолинской области и изменении их транскрипции» — Макинский район был переименован в Буландынский.

## Население

### Динамика численности
| Численность населения | Численность населения | Численность населения | Численность населения | Численность населения | Численность населения | Численность населения | Численность населения | Численность населения |
| 1939                  | 1959                  | 1970                  | 1979                  | 1989                  | 1999                  | 2004                  | 2005                  | 2006                  |
| --------------------- | --------------------- | --------------------- | --------------------- | --------------------- | --------------------- | --------------------- | --------------------- | --------------------- |
| 31 206                | ↗43 019               | ↗60 010               | ↘46 711               | ↗54 784               | ↘41 387               | ↘37 228               | ↘37 152               | ↘36 938               |
| 2007                  | 2008                  | 2009                  | 2010                  | 2011                  | 2012                  | 2013                  | 2014                  | 2015                  |
| ↗37 306               | ↘37 116               | ↘34 815               | ↗34 822               | ↘34 634               | ↗34 699               | ↗34 761               | ↗34 863               | ↗35 161               |
| 2016                  | 2017                  | 2018                  | 2019                  | 2020                  | 2021                  | 2022                  |                       |                       |
| ↗35 188               | ↘34 912               | ↘34 642               | ↘34 331               | ↘33 789               | ↘33 363               | ↘33 240               |                       |                       |

Городское население
Всего в районе лишь один населённый пункт имеет статус города — Макинск, где живут 17 602 чел. или 52,95 % района.
До преобразования Макинска в город, — городское население района образовывало рабочий посёлок Кара-Агач.
| Численность городского населения | Численность городского населения | Численность городского населения | Численность городского населения | Численность городского населения | Численность городского населения | Численность городского населения | Численность городского населения | Численность городского населения |
| 1939                             | 1959                             | 1970                             | 1979                             | 1989                             | 1991                             | 1999                             | 2004                             | 2005                             |
| -------------------------------- | -------------------------------- | -------------------------------- | -------------------------------- | -------------------------------- | -------------------------------- | -------------------------------- | -------------------------------- | -------------------------------- |
| 312                              | ↗23 013                          | ↘22 850                          | ↘21 911                          | ↗23 312                          | ↘20 900                          | ↘18 540                          | ↘16 931                          | ↗17 114                          |
| 2006                             | 2007                             | 2008                             | 2009                             | 2010                             | 2011                             | 2012                             | 2013                             | 2014                             |
| ↗17 218                          | ↗17 733                          | ↗17 809                          | ↘16 745                          | ↗16 810                          | ↘16 731                          | ↗16 818                          | ↗16 924                          | ↗17 135                          |
| 2015                             | 2016                             | 2018                             | 2019                             | 2020                             | 2021                             | 2022                             |                                  |                                  |
| ↗17 520                          | ↗17 635                          | ↗17 684                          | ↗17 775                          | ↘17 612                          | ↘17 486                          | ↗17 602                          |                                  |                                  |

### Национальный состав
| №  | Национальность | 1939 год          | 2009 год          |
| -- | -------------- | ----------------- | ----------------- |
| 1  | Русские        | 17 331 (55,54 %)  | 15 810 (45,41 %)  |
| 2  | Казахи         | 5 569 (17,85 %)   | 12 367 (35,52 %)  |
| 3  | Немцы          | 819 (2,62 %)      | 2 099 (6,03 %)    |
| 4  | Украинцы       | 4 861 (15,58 %)   | 1 680 (4,83 %)    |
| 5  | Ингуши         | –                 | 816 (2,34 %)      |
| 6  | Белорусы       | 169 (0,54 %)      | 585 (1,68 %)      |
| 7  | Татары         | 358 (1,15 %)      | 481 (1,38 %)      |
| 8  | Поляки         | 74 (0,24 %)       | 172 (0,49 %)      |
| 9  | Армяне         | –                 | 152 (0,44 %)      |
| 10 | Цыгане         | –                 | 145 (0,42 %)      |
| 11 | Другие         | 2 025 (6,49 %)    | 508 (1,46 %)      |
| 12 | Всего          | 31 206 (100,00 %) | 34 815 (100,00 %) |

### Религиозный состав
Согласно Национальной переписи Республики Казахстан 2009 года:
| № | Представители конфессии | Численность | Процентное соотношение |
| - | ----------------------- | ----------- | ---------------------- |
| 1 | Христиане               | 18 246      | 52,41 %                |
| 2 | Мусульмане              | 13 264      | 38,10 %                |
| 3 | Буддисты                | 8           | 0,02 %                 |
| 4 | Иудеи                   | 10          | 0,03 %                 |
| 5 | Другие                  | 1           | 0,01 %                 |
| 6 | Неверующие              | 2 599       | 7,47 %                 |
| 7 | Отказались указать      | 687         | 1,97 %                 |
| 8 | Всего                   | 34 815      | 100,00 %               |

### Половозрастной состав
По данным Национальной переписи населения Республики Казахстан 2009 года:
| Возраст     | Мужчины, чел. | Женщины, чел. | Общая численность, чел. | Доля от всего населения, % |
| ----------- | ------------- | ------------- | ----------------------- | -------------------------- |
| 0 — 14 лет  | 4 041         | 3 906         | 7 947                   | 20,68 %                    |
| 15 — 64 лет | 11 633        | 11 901        | 23 652                  | 69,27 %                    |
| от 65 лет   | 1 127         | 2 207         | 3 334                   | 10,05 %                    |
| Всего       | 16 801        | 18 014        | 34 815                  | 100,00 %                   |

- Мужчины — 16 801 (48,25 %). Женщины — 18 014 (51,74 %).

## Административно-территориальное устройство
| №        | Административная единица       | Карта | Административный центр | Количество населённых пунктов | Население, 1999 | Население, 2009 | Процентная доля |
| -------- | ------------------------------ | ----- | ---------------------- | ----------------------------- | --------------- | --------------- | --------------- |
| 1e-06    | Городские поселения:           |       |                        |                               |                 |                 |                 |
| 1        | Город Макинск                  |       | город Макинск          | 1                             | 18 540          | ↘16 745         | 48,10%          |
| 1.000002 | Сельские поселения:            |       |                        |                               |                 |                 |                 |
| 2        | Алтындынский сельский округ    |       | село Алтынды           | 5                             | 2 307           | ↘1 815          | 5,21%           |
| 3        | Амангельдинский сельский округ |       | село Партизанка        | 2                             | 1 353           | ↘1 162          | 3,34%           |
| 4        | Вознесенский сельский округ    |       | село Вознесенка        | 3                             | 2 705           | ↘2 200          | 6,32%           |
| 5        | Ергольский сельский округ      |       | аул Токтамыс           | 4                             | 2 162           | ↘1 798          | 5,16%           |
| 6        | Журавлёвский сельский округ    |       | село Журавлёвка        | 6                             | 2 570           | ↘1 975          | 5,67%           |
| 7        | Капитоновский сельский округ   |       | село Капитоновка       | 3                             | 1 760           | ↘1 227          | 3,52%           |
| 8        | Карамышевский сельский округ   |       | аул Шубарагаш          | 4                             | 2 683           | ↘1 662          | 4,77%           |
| 9        | Караузекский сельский округ    |       | аул Караозек           | 4                             | 1 907           | ↗2 218          | 6,37%           |
| 10       | Никольский сельский округ      |       | село Никольское        | 2                             | 2 923           | ↘2 130          | 6,12%           |
| 11       | Новобратский сельский округ    |       | село Новобратское      | 4                             | 1 609           | ↘1 255          | 3,60%           |

В 2025 году упразднён Айнакольский сельский округ, населённые пункты включены в состав Журавлевского сельского округа.

### Населённые пункты
В Буландынском районе — 38 населённых пунктов.
| №  | Населённый пункт   | Тип                           | Население, 1999 | Население, 2009 | Административная единица       |
| -- | ------------------ | ----------------------------- | --------------- | --------------- | ------------------------------ |
| 1  | Айнаколь           | село                          | 638             | ↘467            | Журавлевский сельский округ    |
| 2  | Аккайын            | село                          | 294             | ↘397            | Вознесенский сельский округ    |
| 3  | Алаколь            | село                          | 355             | ↘312            | Алтындынский сельский округ    |
| 4  | Алтынды            | село                          | 1 207           | ↘1 011          | Алтындынский сельский округ    |
| 5  | Байсуат            | аул                           | 230             | 230             | Караузекский сельский округ    |
| 6  | им. Балуана Шолака | село                          | 139             | ↘67             | Капитоновский сельский округ   |
| 7  | Боярка             | село                          | 353             | ↘230            | Алтындынский сельский округ    |
| 8  | Будённовка         | село                          | 287             | ↘210            | Новобратский сельский округ    |
| 9  | Вознесенка         | село                          | 1 684           | ↘1 377          | Вознесенский сельский округ    |
| 10 | Воробьёвка         | село                          | 430             | ↘303            | Журавлевский сельский округ    |
| 11 | Гордеевка          | село                          | 372             | ↘367            | Ергольский сельский округ      |
| 12 | Добровольное       | село                          | 288             | ↘160            | Новобратский сельский округ    |
| 13 | Ельтай             | село                          | 217             | ↘145            | Алтындынский сельский округ    |
| 14 | Еруслановка        | село                          | 82              | ↘54             | Караузекский сельский округ    |
| 15 | Жанаталап          | село                          | 175             | ↘117            | Алтындынский сельский округ    |
| 16 | Журавлёвка         | село                          | 1 371           | ↘1 009          | Журавлевский сельский округ    |
| 17 | Иванковка          | село                          | 402             | ↘331            | Ергольский сельский округ      |
| 18 | Капитоновка        | село                          | 1 264           | ↘983            | Капитоновский сельский округ   |
| 19 | Караозек           | аул                           | 853             | ↗1 026          | Караузекский сельский округ    |
| 20 | Красносельское     | село                          | 244             | ↘146            | Новобратский сельский округ    |
| 21 | Купчановка         | село                          | 742             | ↗908            | Караузекский сельский округ    |
| 22 | Макинск            | город, административный центр | 18 540          | ↘16 745         | Город Макинск                  |
| 23 | Мат                | село                          | 189             | ↘134            | Карамышевский сельский округ   |
| 24 | Никольское         | село                          | 2 675           | ↘2 051          | Никольский сельский округ      |
| 25 | Новобратское       | село                          | 790             | ↘739            | Новобратский сельский округ    |
| 26 | Новодонецк         | село                          | 475             | ↘437            | Журавлевский сельский округ    |
| 27 | Новокиевка         | село                          | 332             | ↘260            | Ергольский сельский округ      |
| 28 | Ортакшыл           | село                          | 261             | ↘160            | Амангельдинский сельский округ |
| 29 | Острогорское       | село                          | 230             | ↘161            | Журавлевский сельский округ    |
| 30 | Отрадное           | село                          | 847             | ↘680            | Карамышевский сельский округ   |
| 31 | Партизанка         | село                          | 1 092           | ↘1 002          | Амангельдинский сельский округ |
| 32 | Пушкино            | село                          | 357             | ↘177            | Капитоновский сельский округ   |
| 33 | Суворовка          | село                          | 368             | ↘134            | Карамышевский сельский округ   |
| 34 | Тастыозек          | аул                           | 561             | ↘426            | Вознесенский сельский округ    |
| 35 | Токтамыс           | аул                           | 1 056           | ↘840            | Ергольский сельский округ      |
| 36 | Улытоган           | село                          | 248             | ↘79             | Никольский сельский округ      |
| 37 | Шубарагаш          | аул                           | 1 020           | ↘706            | Карамышевский сельский округ   |
| 38 | Ярославка          | село                          | 294             | ↘226            | Журавлевский сельский округ    |

#### Упразднённые населённые пункты
Постановлением акимата Акмолинской области от 16 октября 2009 года № А-11/432 и решением Акмолинского областного маслихата от 16 октября 2009 года № 4С-17-7 «Об упразднении и преобразовании некоторых населенных пунктов и сельских округов Акмолинской области по Буландинскому, Жаксынскому и Сандыктаускому районам» (зарегистрированное Департаментом юстиции Акмолинской области 26 ноября 2009 года № 3336):
- село имени Розы Люксембург было переведено в категорию иных поселений и включено в состав села Отрадное.

## Экономика

### Сельское хозяйство
Общая площадь территории района составляет — 5 083 км². Из них земли сельскохозяйственного назначения — 3 938 км² (77,47 %), земли населённых пунктов — 524 км² (10,31 %), земли промышленности, транспорта, связи, для нужд космической деятельности, обороны, национальной безопасности и иного несельскохозяйственного назначения — 25 км² (0,49 %), земли лесного фонда — 500 км² (9,84 %), земли водного фонда — 56 км² (1,10 %), земли запаса — 40 км² (0,79 %).
На территории района имеются 100 организаций землепользователей земельных участков района. Деятельность коих основывается в основном на производстве сельскохозяйственной продукции и развитии животноводства: выращивания зерновых, зернобобовых, масличных культур и разведения пород различных животных.
Одним из основных сельскохозяйственных предприятий является ТОО «Журавлевка-1» — занимающееся производством зерновых, зернобобовых, масличных, кормовых культур и овощей и переработкой мяса. Базируется в Журавлевском сельском округе, руководитель ТОО — Галим Кудайбергенов. Всего в районе помимо ТОО «Журавлевка-1», переработкой мяса занимается ТОО «СХП Новобратское»; ТОО «Буланды Астық» — занимается производством муки; производство хлеба; производством свежих мучных кондитерских изделий, тортов и пирожных; работает мельница мощностью 100 тонн/ сутки, её продукция отправляется на экспорт и реализуется внутри области. В 2018 году предприятие произвело муки 2,3 тыс. тонн. В ТОО «Фирма Нанар» была запущена мельница мощностью 100 тонн в сутки.

### Промышленность
Основные промышленные предприятия района:
- ТОО «Макинская птицефабрика» — производство мяса бройлеров мощностью 50 тыс. тонн готовой мясной продукции в год;
- ТОО «Макинский литейно механический завод» — производство литье из чугуна, токарные изделия шестерни;
- ТОО «Буландынский каменный карьер» — производство песка, щебня разной фракции;
- ТОО «Макинский завод теплоизоляции» — производство базальтовой мин-плиты разной плотности и размеров;
- ТОО «Буланды Газобетон» — производство автоклавных газоблоков;
- ТОО «ТД Новые технологии» — производство деревянных шпал;
- ТОО «КазТэц» — производство резинотехнических изделий.

### Транспорт
Через территорию района проходят: автомобильная дорога республиканского значения — А-1 (Астана — Петропавловск); автомобильные дороги областных значений — КС-1 (Жалтыр — Макинск), КС-8 (Новый Колутон — Акколь — Азат — Минское). С юго-востока на северо-восток проходит железная дорога «Курорт Боровое — Астана». Всего на территории района имеется 2 станции: в селе Никольское («Ельтай») и городе Макинск («Макинка»).

## Социальная сфера

### Культура
Сеть учреждений культуры и предприятий района состоит из 11 объектов культуры, из них 10 клубных учреждений (1 районный Дом культуры, 10 сельских клубов) и 23 централизованной библиотечной системы (18 сельских библиотек).
Всего по ЦБС — 5 модельных библиотек: районная, детская, городская № 3, Журавлевская, и Капитоновская сельские библиотеки.

### Образование
В сфере образования 28 дошкольных организаций, их посещают 1,1 тыс.'. человек.
В 34 общеобразовательных школах района обучаются 4,7 тыс. учащихся.

## Известные жители и уроженцы
- Мосиенко, Николай Александрович (1922—1982) — комбайнёр Энбекшильдерской МТС Кокчетавской области, Казахская ССР. Герой Социалистического Труда (1957).
- Омигов, Иван Фёдорович (1923—1966) — подполковник Советской Армии, участник Великой Отечественной войны, Герой Советского Союза (1945).
- Сергиенко, Николай Дмитриевич (1923—1997) — лейтенант Рабоче-крестьянской Красной Армии, участник Великой Отечественной войны, Герой Советского Союза (1945).
- Скуридин, Иван Куприянович (1914—1944) — старший сержант, Герой Советского Союза (1944).
- Шешкиль, Инна Юрьевна (род. 1971) — советская, казахстанская и белорусская биатлонистка, серебряный призёр чемпионата мира (1992), участница Олимпийских игр (1994, 1998) и Кубка мира. Заслуженный мастер спорта Республики Казахстан.
- Яглинский, Михаил Васильевич (1922—1978) — советский офицер, Герой Советского Союза (1945), участник Великой Отечественной войны в должности командира взвода 110-й отдельной разведроты 158-й стрелковой дивизии 4-й ударной армии 1-го Прибалтийского фронта.